# Манас (река, впадает в Манас)
Манас (кит. 玛纳斯河) — река, протекающая на западе СУАР, в КНР. Длина реки составляет порядка 402 км при среднем расходе воды на предгорной равнине 34 м³/сек. Площадь бассейна — 4056 км².
Является самой длинной и полноводной рекой, стекающей с северного склона Восточно-Тяньшанского хребта. Питание преимущественно за счёт таяния ледников массива Ирен-Хабырга; в меньшей степени снеговое, дождевое и подземное. Половодье наблюдается летом, когда интенсивно тают ледники.
В верховьях имеет горный характер, протекая по довольно глубокой и узкой долине. По выходе на Джунгарскую равнину течение реки замедляется.
Бассейн реки относится к области внутреннего стока. Из-за постоянного размыва песчано-глинистых почв равнины русло реки изменчиво. До 40-х годов XX века Манас впадал в озеро Айранкёль. После изменения русла река стала впадать в озеро Манас. С 1960-х годов река не дотекает уже и до одноимённого озёра, которое в связи с этим вовсе пересохло.
Воды реки активно используются для орошения и прочих хозяйственных нужд; при этом часть стока также перебрасывается на запад, в соседние бассейны более маловодных рек Джунгарского региона.